# Leisure Suit Larry Goes Looking for Love (In Several Wrong Places)
Leisure Suit Larry Goes Looking for Love (In Several Wrong Places) is een computerspel dat werd ontwikkeld en uitgebracht door Sierra On-Line in 1988. Het is het tweede spel uit de Leisure Suit Larry-reeks en verscheen voor Amiga, Atari ST, en DOS.

## Verhaal
Tijdens de intro maait Larry het gras van Eva's tuin. Eva is de vrouw die Larry op het einde van het vorige spel ontmoette en hem ontmaagdde. Wanneer Eva met haar auto thuiskomt, is al snel duidelijk dat het voor haar een onenightstand betrof en niets meer met Larry te maken wil hebben. Een ontgoochelde Larry druipt af en neemt deel aan een televisiekwis waar hij, door middel van vals te spelen, een reis op een cruiseschip wint. Larry raakt ongewild in bezit van een microfilm waarop zowel de KGB als de slechte wetenschapper dokter Nonookee hun ogen op hem richten.

## Spelbesturing
In tegenstelling tot het vorige spel, is het verhaal lineair opgesteld wat wil zeggen dat de diverse taken en gebeurtenissen eerder in een logische tijdvolgorde gebeuren. De speler bestuurt Larry Laffer met de cursortoetsen, de computermuis of met een joystick. Commando's dienen manueel ingegeven te worden met behulp van een tekstparser.

## Ontvangst
| Beoordeeld door                       | Jaar | Platform | Score |
| ------------------------------------- | ---- | -------- | ----- |
| Atari ST User                         | 1989 | Atari ST | 90%   |
| ASM (Aktueller Software Markt)        | 1989 | Amiga    | 80%   |
| ACE (Advanced Computer Entertainment) | 1989 | DOS      | 79%   |
| Power Play                            | 1989 | Atari ST | 77%   |
| Amiga Joker                           | 1989 | Amiga    | 76%   |
| Joker Verlag präsentiert: Sonderheft  | 1993 | Atari ST | 74%   |
| Adventure Gamers                      | 2004 | DOS      | 70%   |
| Adventure Corner                      | 2004 | DOS      | 65%   |
| Aventura y Cía                        | 2004 | DOS      | 60%   |
| Just Games Retro                      | 2006 | DOS      | 60%   |